# Голощапов, Василий Иванович
Василий Иванович Голощапов (4 марта 1865 — октябрь 1918, Алагир) — генерал-майор, герой Первой мировой войны.

## Биография
Православный. Кубанский казак.
Окончил Петровское Ростовское реальное училище (1884) и Ставропольское казачье юнкерское училище (1886), был выпущен хорунжим в 1-й Урупский полк Кубанского казачьего войска.
Чины: сотник (1890), подъесаул (1900), есаул (за боевые отличия, 1904), войсковой старшина (за боевые отличия, 1908), полковник (за отличие, 1909), генерал-майор (1915).
В 1900—1902 годах служил в охране КВЖД, участвовал в походе в Китай.
В русско-японскую войну сражался в составе 8-го Сибирского казачьего полка.
В 1906 году был переведен в 2-й Урупский полк: командовал сотней, служил помощником командира полка (1908—1909). В 1908—1911 годах был атаманом Лабинского отдела Кубанского казачьего войска. Командовал 1-м Хопёрским казачьим полком (1911—1914).
В Первую мировую войну командовал: 2-й бригадой 2-й казачьей Сводной дивизии (1914), бригадой 1-й Терской казачьей дивизии (декабрь 1914—1916), 1-й Терской казачьей дивизией (1916—1917). Был награждён орденом Святого Георгия 4-й степени
За то, что в бою 25 августа 1915 года, у д. Дарахув, генерал-майор Голощапов, командуя вверенною ему бригадою 1-й Терской казачьей дивизии в составе 7-ми сотен, получив приказание атаковать противника, занимавшего позицию восточнее линии Дарахув-Хмелевка, одновременно со штыковой атакой пехоты на позиции у д. Дарахув, лично произведя разведку, искусно маневрируя и лично руководя действиями бригады, атаковал окопы противника и, несмотря на сильнейший огонь, опрокинул его. Развивая успех, невзирая на необходимость преодоления переправы через болотистый ручей и значительные потери, бригада генерала Голощапова сбила противника из второй линии окопов и энергично преследуя его, многих порубила, взяв в плен 35 офицеров, из коих 3 баталионных командира, более 1500 нижних чинов, 9 действующих пулеметов и много оружия, патронов и снаряжения; кроме того, значительное число австрийцев, обращенных в бегство казаками, было затем взято в плен нашей пехотой, увеличив тем её собственные трофеи этого дня. Действия генерал-майора Голощапова с его бригадой, самоотверженно исполнивших поставленную им задачу, безусловно содействовали победоносному успеху всего отряда.
В конце 1917 года вернулся со своей дивизией в Терскую область, был командующим войсками Терского казачьего войска, заместителем Войскового Атамана по военным делам. Во время Красного террора был казнён большевиками в Алагире.

## Награды
- Орден Святого Станислава 2-й ст. с мечами (1905)
- Орден Святой Анны 2-й ст. с мечами (1905)
- Орден Святого Владимира 4-й ст. с мечами и бантом (1905)
- Орден Святого Владимира 3-й ст. (1913) с мечами (1914)
- Орден Святого Станислава 1-й ст. с мечами (1916)
- Орден Святой Анны 1-й ст. с мечами (1916)
- Орден Святого Георгия 4-й ст. (ВП 23.05.1916)
- Орден Святого Владимира 2-й ст. с мечами (1916)